# Championnat de Belgique féminin de football 2024-2025
Navigation
Super League 2023-2024 Super League 2025-2026
La saison 2024-2025 de la Super League belge de football féminin est la 54e édition de la première division belge et la dixième Super League, après la fin de la BeNeLeague.

## Fonctionnement
Après une saison régulière avec des matchs aller et retour (soit dix-huit journées), les quatre premières équipes et les quatre dernières forment deux groupes (play-offs 1 et 2) où elles s'affrontent en conservant la moitié des points acquis en phase classique.

## Promotions, relégations et qualifications
Cette saison, le championnat ne compte que huit équipes en raison de la relégation du Fémina White Star, du KV Malines et du Sporting Club Charleroi en deuxième division. Le nombre est passé de dix la saison passée, à huit cette saison en raison d'une plus grande exigence de la Pro League.
L'équipe victorieuse participera à la phase de qualification de la Ligue des champions féminine de l'UEFA 2025-2026. Quant au vice-champion, il sera qualifié directement dans la nouvelle compétition européenne féminine de l'UEFA, pour la saison 2025-2026.

## Localisation des clubs
| \| Standard de Liège Anderlecht La Gantoise Genk OHL Bruges Zulte Waregem Westerlo \| |
| Standard de Liège Anderlecht La Gantoise Genk OHL Bruges Zulte Waregem Westerlo       |

## Compétition

### Saison régulière
| Rang | Équipe            | Pts | J  | G  | N | P  | Bp | Bc | Diff |
| ---- | ----------------- | --- | -- | -- | - | -- | -- | -- | ---- |
| 1    | OHL               | 40  | 16 | 13 | 1 | 2  | 40 | 13 | +27  |
| 2    | RSC Anderlecht T  | 39  | 16 | 12 | 3 | 1  | 53 | 13 | +40  |
| 3    | Standard de Liège | 27  | 16 | 8  | 3 | 5  | 30 | 19 | +11  |
| 4    | Club YLA          | 25  | 16 | 8  | 1 | 7  | 34 | 23 | +11  |
| 5    | KVC Westerlo P    | 24  | 16 | 8  | 0 | 8  | 20 | 32 | -12  |
| 6    | KRC Genk Ladies   | 18  | 16 | 5  | 3 | 8  | 23 | 34 | -11  |
| 7    | La Gantoise       | 10  | 16 | 3  | 1 | 12 | 11 | 37 | -26  |
| 8    | SV Zulte Waregem  | 3   | 16 | 1  | 0 | 15 | 7  | 47 | -40  |

| Légende : | Légende : |
| --------- | --- |
|           | Qualifiées pour les play-offs 1 |
|           | Versées en play-offs 2 |
|           | T : Tenant du titre P : Promu Pts points ; J nombre de rencontres disputées ; G victoires ; N partages ; P défaites Bp buts marqués ; Bc buts encaissés ; Diff différence de buts |

### Play-offs 1
| Rang | Équipe            | Pts | J  | G  | N | P  | Bp | Bc | Diff |
| ---- | ----------------- | --- | -- | -- | - | -- | -- | -- | ---- |
| 1    | OHL               | 37  | 27 | 20 | 2 | 5  | 55 | 20 | +35  |
| 2    | RSC Anderlecht T  | 37  | 27 | 19 | 5 | 3  | 78 | 23 | +55  |
| 3    | Standard de Liège | 25  | 27 | 12 | 7 | 8  | 44 | 31 | +13  |
| 4    | Club YLA          | 21  | 27 | 11 | 4 | 12 | 47 | 38 | +9   |

| Légende : | Légende : |
| --------- | --- |
|           | Qualification pour la Ligue des champions |
|           | Qualification pour la Ligue europa |
|           | T : Tenant du titre Pts points ; J nombre de rencontres disputées ; G victoires ; N partages ; P défaites Bp buts marqués ; Bc buts encaissés ; Diff différence de buts |

### Play-offs 2
| Rang | Équipe           | Pts | J  | G  | N | P  | Bp | Bc | Diff |
| ---- | ---------------- | --- | -- | -- | - | -- | -- | -- | ---- |
| 1    | KRC Genk Ladies  | 27  | 27 | 11 | 6 | 10 | 42 | 49 | -7   |
| 2    | KVC Westerlo P   | 17  | 27 | 8  | 5 | 14 | 29 | 56 | -27  |
| 3    | SV Zulte Waregem | 15  | 27 | 6  | 1 | 20 | 19 | 62 | -43  |
| 4    | La Gantoise      | 10  | 27 | 4  | 4 | 19 | 16 | 51 | -35  |

| Légende : | Légende : |
| --------- | --- |
|           | Pts points ; J nombre de rencontres disputées ; G victoires ; N partages ; P défaites Bp buts marqués ; Bc buts encaissés ; Diff différence de buts |

## Statistiques individuelles
|    | Joueuse             | Club              | Buts |
| -- | ------------------- | ----------------- | ---- |
| 1. | Davinia Vanmechelen | Club Brugge       | 16   |
| 2. | Mariam Toloba       | Standard de Liège | 14   |
| 3. | Lisa Petry          | KRC Genk          | 13   |
| 4. | Amber Barrett       | Standard de Liège | 12   |
| 4. | Hannah Eurlings     | OH Louvain        | 12   |
| 4. | Luna Vanzeir        | RSC Anderlecht    | 12   |
| 7. | Maxime Bennink      | RSC Anderlecht    | 8    |
| 7. | Karlijn Helsen      | KAA Gent          | 8    |
| 7. | Marie Minnaert      | RSC Anderlecht    | 8    |